# میک دین
 میک دین  (به انگلیسی: Mike Dean) (زاده ۲ ژوئن ۱۹۶۸) داور اهل انگلستان است.
وی داوری را از سال ۱۹۹۵ شروع کرده و از سال ۲۰۰۳ تا ۲۰۱۳ میلادی در لیست داوران فیفا قرار داشت.